# Harmonia Mundi Belgium
Harmonia Mundi Belgium é uma gravadora da Bélgica. Essa empresa está associado com a Federação Internacional da Indústria Fonográfica - IFPI.